# Hemiphylacus novogalicianus
Hemiphylacus novogalicianus är en sparrisväxtart som beskrevs av L.Hern. Hemiphylacus novogalicianus ingår i släktet Hemiphylacus och familjen sparrisväxter. Inga underarter finns listade i Catalogue of Life.